# Мартину, Богуслав
Бо́гуслав Ма́ртину (чеш. Bohuslav Martinů; 8 декабря 1890, Поличка, Богемия, на тот момент Австро-Венгрия — 28 августа 1959, Листаль, Швейцария) —  чешский композитор XX века. В своем творчестве Мартину прошёл путь от импрессионизма через неоклассицизм и влияние джаза к собственному музыкальному стилю.
Наиболее значительный (наряду с Л. Яначеком) чешский композитор двадцатого века.

## Биография
Начальную музыкальную подготовку будущий композитор получил в небольшом провинциальном чешском городке Поличка у пана Черновского. В 1906 г. поступил в Пражскую консерваторию, первоначально в класс скрипки Штепана Сухого, через год перешёл на отделение органа, изучал композицию под руководством Йозефа Сука, но в конечном итоге был в 1910 году исключён по причине нерегулярного посещения занятий. В 1913 —1923 годах выступал как скрипач. Его первым значительным произведением стала кантата «Чешская рапсодия» для хора и оркестра (1918), которую исполнили в присутствии первого президента Чехословакии. Когда он впервые услышал музыку Клода Дебюсси, он был поражён и сказал, что это направление, в котором он хочет сочинять, поэтому он искал возможность поехать в Париж. Получил государственную стипендию для совершенствования композиторского мастерства и в 1923—1940 обосновался в Париже, где учился композиции у А. Русселя, был близок к А. Онеггеру, А. Н. Черепнину. В 1931 году женился на Шарлотте Кюннехен (фр. Charlotte Quennehen, 1894—1978).
Испытал влияние творчества И. Ф. Стравинского, композиторов группы «Шестёрки» (особенно А. Онеггера), увлёкся джазом. Входил в содружество музыкантов, получившее название «Эколь де Пари» (фр. Ecole de Paris), которое не было школой в собственном смысле, а представляло собой интернациональное содружество близких друзей-музыкантов (русский А. Н. Черепнин, румын М. Михаловичи (фр. Marcel Mihalovici), поляк А. Тансман, венгр Т. Харшаньи). К этой школе некоторые исследователи относят ещё ряд других музыкантов. В произведениях 1930-х гг. сказалась связь с неоклассицизмом.
Летом 1938 года в последний раз посетил Чехию, а вскоре после её оккупации нацистами создал «Полевую мессу», посвященную армии свободной Чехословакии. В 1940 году покинул Париж и вместе с женой-француженкой весной 1941 года поселился в Нью-Йорке. Затем до 1953 года жил в США, откуда переехал в Рим, с 1955 года жил в Швейцарии. Под впечатлением от фресок базилики святого Франциска в Ареццо создал симфоническую поэму-триптих «Фрески Пьеро дела Франческа» (1955). В последние годы своей жизни музыкант особенно часто прибегал к народным темам. Умер 28 августа 1959 году в местечке Лизталь в Швейцарии. Могила композитора находится на кладбище в Поличке.
Творческое наследие насчитывает около 400 музыкальных произведений. Автор 6 симфоний, 15 опер (в том числе 2 радиоопер и оперы-балета), 14 балетов, множества концертов для самых различных составов и камерной музыки, писал для театра и кино. Писал музыку для терменвокса.

## Избранные произведения

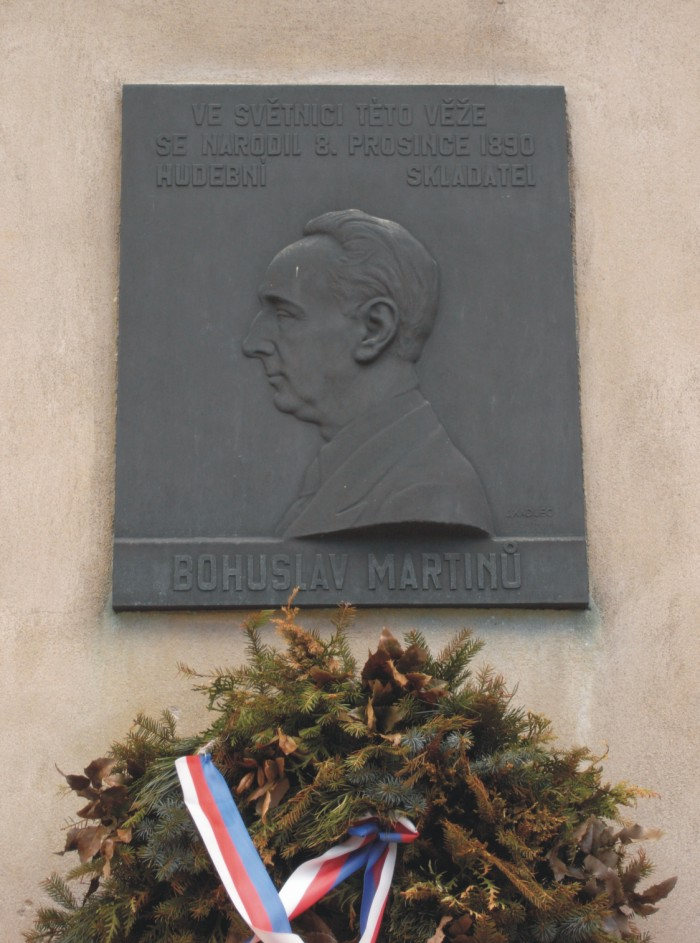
Мемориальная доска Богуслава Мартину в Поличке

### Оперы
- Солдат и танцовщица, комическая опера, по мотивам комедии Плавта
- Легенды о Марии, опера, 1933—1934
- Жюльетта (Ключ к сновидениям), опера, 1936—1937
- Женитьба, опера, 1952
- Мирандолина, комическая опера, 1959, по пьесе Гольдони «Трактирщица»
- Греческие пассионы(Страсти по-гречески или Христа распинают вновь), опера, 1954—1958, либретто Н. Казандзакиса по его одноименному роману
- Ариадна, опера, 1958

### Балеты
- Шпаличек, балет, 1931—1932

### Вокально-симфонические произведения
- «Чешская  рапсодия» для баритона соло, смешанного хора, большого оркестра и органа на текст Богуслава Мартину с использованием 23–го псалма по Йиржи Стрейцу , стихотворения Ярослава Врхлицкого («Чехия») и святовацлавского хорала, 1918
- Букет, кантата 1937
- Полевая месса, 1939
- Гильгамеш, оратория, 1954—1955
- Очищение источников, кантата, 1955
- Пророчества Исайи, кантата, не закончена, 1959

### Симфонические произведения
- Half—Time, 1924
- Кончерто-гроссо, 1937
- Первая симфония, 1942
- Вторая симфония, 1943
- Третья симфония, 1944
- Четвёртая симфония, 1945
- Пятая симфония, 1946
- Шестая симфония (Симфоническая фантазия)
- Фрески Пьеро делла Франческа, 1955

### Произведения для инструментов с оркестром
- Концерт для виолончели, 1930
- Двойной концерт для двух струнных оркестров, фортепиано и литавр
- Первый скрипичный концерт, 1932—1934, H. 232bis
- Второй скрипичный концерт, 1943, H. 293
- Концерт-рапсодия для альта с оркестром, 1952, H. 337
- Четвёртый фортепианный концерт , 1956
- Пятый фортепианный концерт , 1957

### Камерно-инструментальная музыка
- Первый струнный квартет, 1920—1921
- Второй струнный квартет, 1925
- Четвёртый струнный квартет, 1937
- Шестой струнный квартет, 1946

### Фортепианная  музыка
- Марионетки I—III, 1912—1924

## Исполнения
Все симфонии Богуслава Мартину записали дирижёры Владимир Валек, Вацлав Нойман, Брайден Томсон, Артур Фаген, Неэме Ярви. Среди видных дирижёров, записавших музыку Мартину, — Карел Анчерл, Иржи Белоглавек, Рафаэль Кубелик, Чарльз Маккеррас, Нэвилл Марринер, Кристофер Хогвуд.
Среди скрипачей, записавших произведения Мартину — Йозеф Сук.